# Замкова гора (Шманьківці)
За́мкова гора, або урочище Замкова гора — історична місцевість Шманьковець. Місце розташування Шманьківського замку.

## Відомості
26 листопада 1624 року монахи-домінікани з Чорткова разом із сусідом села Шманьківців Павлом Келпінським (пол. Paweł Kełpiński) ухвалили рішення звести замок для оборони від татар, який у наступному столітті розібрали, матеріал використали для будівництва мурів довкола костелу, монастиря і садка в Чорткові.
Давніше тут розташовувалося городище, де жили перші поселенці, а нині мешканці села називають це урочище Замкова гора. Під час навали турки зруйнували замок та все майно села Шманьківці.
Нині західна частина пагорба зруйнована кар'єром, де в стінці урвища є прошарки попелу та деревного вугілля і знайдені залишки кераміки кінця XVII ст. Ймовірно, у цій частині були палац власника замку й господарські приміщення, які згоріли під час штурму та облоги. За фортифікаційним плануванням тут мав бути вхід до замку, який проходив через донжон. Ця частина замку втрачена, оскільки її зруйнували мешканці села.